# Resolución 167 del Consejo de Seguridad de las Naciones Unidas
La resolución 167 del Consejo de Seguridad de las Naciones Unidas, adoptada el 25 de octubre de 1961, después de examinar la solicitud de la República Islámica de Mauritania  para la membresía en las Naciones Unidas, el Consejo recomendó a la Asamblea General que la República Islámica de Mauritania fuese admitida.
La resolución fue aprobada con 9 votos a favor y uno en contra de la República Árabe Unida. La Unión Soviética se abstuvo.